# Mémorial de la Shoah
El Memorial de la Shoah es un lugar de memoria del genocidio de los judíos. Este monumento conmemorativo está ubicado en París, Francia. 
En un mismo lugar reúne:
- Un museo volcado en la historia judía durante la WW2cuyo eje central es la enseñanza de la Shoah. Este museo abrió sus puertas en enero de 2005, en el barrio Marais.
- La tumba del mártir judío desconocido (en la encripta), el Muro de los Nombres, el memorial de los niños, y el Muro de los Justos.
- El Centro de documentación judía contemporánea (CDJC).

Frente al antiguo campo de internamiento de Drancy, en 2012 se inauguró una  antena del Memorial de la Shoah.

## Centro de documentación judía contemporánea
Este centro, ubicado en los pisos superiores del memorial, conserva unos fondos documentales entre los más importantes de Europa: 40 millones de documentos de archivo, de los cuales son 90 000 fotos y 80 000 obras y periódicos. Está abierto a los investigadores y a ciudadanos, quienes pueden investigar los documentos con relación a sus familias.